# Belgian International 1977
Die Belgian International 1977 im Badminton fanden vom 25. bis zum 27. Februar 1977 in Brüssel statt.

## Sieger
| Disziplin    | Sieger                       |
| ------------ | ---------------------------- |
| Herreneinzel | Karl-Heinz Zwiebler          |
| Dameneinzel  | Hanke de Kort                |
| Herrendoppel | Ray Sharp Ray Rofe           |
| Damendoppel  | Hanke de Kort Marja Ravelli  |
| Mixed        | Clemens Wortel Hanke de Kort |

## Finalresultate
| Disziplin    | Sieger                       | Finalist                           | Ergebnis            |
| ------------ | ---------------------------- | ---------------------------------- | ------------------- |
| Herreneinzel | Karl-Heinz Zwiebler          | Georg Simon                        | 15–18, 15–9, 15–11  |
| Dameneinzel  | Hanke de Kort                | Maureen Oskam                      | 11–4, 11–6          |
| Herrendoppel | Ray Sharp Ray Rofe           | Hans-Dietrich Emmers Bernd Wessels | 15–5, 11–15, 15–7   |
| Damendoppel  | Hanke de Kort Marja Ravelli  | Jutta Vogel Elke Weber             | 15–4, 15–8          |
| Mixed        | Clemens Wortel Hanke de Kort | Karl-Heinz Zwiebler Jutta Vogel    | 15–11, 11–15, 15–12 |